# Alicia González Blanco
Alicia González Blanco   (Viella (Siero), 27 de maig de 1995) és una ciclista espanyola. Professional des del 2014, actualment milita a l'equip  St Michel-Preference Home-Auber93. Combina la carretera amb el ciclocròs.
La seva germana Lucía també s'ha dedicat al ciclisme.

## Palmarès en ruta
- 2013
  -  Campiona d'Espanya júnior en ruta
  -  Campiona d'Espanya júnior en contrarellotge
- 2017
  - 1a a la Copa d'Espanya sub-23
  - 1a al Trofeu Roldán

### Resultats a les Grans Voltes

#### Tour de França
- 2025: 117a posició

## Palmarès en ciclocròs
- 2016-2017
  -  Campiona d'Espanya en ciclocròs
  -  Campiona d'Espanya sub-23 en ciclocròs